# Horlivka
Horlivka (ukrainska: Горлівка uttal (fil); ryska: Горловка, [ˈɡorləfkə]), är en stad i Donetsk oblast (provins) i östra Ukraina. 2001 hade staden 292 000 invånare, och 2021 var det uppskattade antalet 241 106.  Orten grundades 1867 av geologen och ingenjören Pjotr Gorlov, men var huvudsakligen en serie gruvläger fram till dess snabba expansion under 1930-talet.
Den ekonomiska aktiviteten är till övervägande del kolbrytning och kemisk industri. Det pedagogiska institutet för främmande språk, en del av Donbas' pedagogiska universitet, hade ett campus i två byggnader i stadens centrum, men evakuerades till Bachmut då krig brutit ut i Donbas.
Staden skadades allvarligt under kriget i Donbass och har sedan dess huvudsakligen varit under proryska styrkors kontroll. Förorter till Horlivka blev kvar under den ukrainska arméns kontroll.

## Historia

### Historia under 1900-talet
Under ryska revolutionen 1905 var det platsen för ett väpnat uppror.
I april 1918 tog trupper lojala mot den ukrainska folkrepubliken kontroll över Horlivka. Under sovjetisk kontroll på 1930-talet, expanderade Horlivka avsevärt och blev ett stort centrum för gruvdriften i Ukrainska SSR.
1932 fick Horlivka stadsrättigheter.
Staden ockuperades av tyska trupper från 1941 till 1943. Under andra världskriget brände retirerande tyskar byggnader och utförde massavrättningar. Ändå hade stadens befolkning vid krigets slut stigit till över 400 000.
Under de senaste åren har många gruvor stängts. Befolkningen minskade under 1990-talet med över tio procent.

### Kriget i Donbass
I mitten av april 2014, och kort därefter, erövrade proryska separatister flera städer i Donetsk oblast. En grupp separatister tog kontroll över polisstationen i Horlivka den 14 april; separatister tog kontroll över stadshuset den 30 april. Stadens borgmästare, Jevhen Klep, greps av separatisterna den 11 juni och släpptes inte förrän den 18 juli. Den lokala polischefen Andrij Krysjtjenko tillfångatogs och misshandlades svårt av rebellerna. En ställföreträdare i Horlivka kommunfullmäktige, Volodymyr Rybak, fördes bort av proryska milismän den 17 april. Hans kropp hittades senare i en flod den 22 april. Separatisternas tog kontroll över stadens administrationsbyggnad den 30 april, vilket stärkte deras ställning i Horlivka. Den självutnämnde borgmästaren i Horlivka, Volodymyr Kolosnjuk, greps den 2 juli av Ukrainas säkerhetstjänst, misstänkt för deltagande i "terroristaktiviteter".
Den 21 och 22 juli 2014 uppstod hårda strider i staden. Den ukrainska armén återtog enligt uppgift delar av Horlivka den 21 juli. Efter att den ukrainska armén hade återerövrat Lysytjansk den 25 juli, blev återerövringen av Horlivka en prioritet; staden sågs som "en direkt väg till det regionala centrumet Donetsk". Från och med den 28 juli rapporterades staden vara helt omgiven av ukrainska trupper, med rebeller som höll sina positioner i staden. Horlivka fortsatte dock att kontrolleras av separatiststyrkor. Från och med juni 2015 låg den 10 kilometer från fronten. Förorter till Horlivka stannade under den ukrainska arméns kontroll; i november 2017 återtog de kontrollen över byarna Travneve och Hladosove norr om Horlivka.
Från början av konflikten och till slutet av januari 2015 sårades 274 lokala civila och 92 dödades, inklusive 9 barn (enligt rapporter av stadsförvaltningen). På grund av konflikten minskade stadens befolkning till 180 000.
I slutet av mars 2019 meddelade den ukrainska arméns minröjningsspecialist Andrij Sjor, som deltog både i striderna om flygplatsen i Donetsk och slaget vid Pisky, att den ukrainska armén nyligen hade tagit kontroll över staden Horlivka. Nyhetstjänsten Unian rapporterade att ukrainska styrkor hade säkrat utkanten av staden och sakta avancerade vidare mot centrum av Horlivka, med hänvisning till den ukrainska volontären Jurij Mysiahin. I maj försökte separatisterna tränga tillbaka de ukrainska styrkorna, men misslyckades.
Från och med 2020 är största delen av staden fortfarande under separatistisk kontroll. I juni 2020 överlämnade sig den tidigare chefen för propagandaavdelningen i Folkrepubliken Donetsk i Horlivka till Ukrainas säkerhetstjänst, SBU.

## Infrastruktur och miljö
Trots kommunismens fall står fortfarande en staty av Lenin på ett centralt torg som bär hans namn. Horlivka är väl betjänad av CNG-bussar (naturgasfordon), men mycket av stadens gamla sovjetiska infrastruktur visar tecken på förfall. Däremot kan ett antal moderna butiker och en ny katedral (färdig 2014) ses som tecken på en viss föryngring i stadskärnan.
På den östra sidan av Horlivka finns en övergiven kemisk fabrik som brukade tillverka giftiga sprängämnen och som har rapporterats vara i en fara för allmänheten. Gruvverksamheten har gjort att stora slagghögar finns runt om i staden, men ett trädplanteringsprojekt och pågående skogsvård har återställt ett område i norr.
Staden skadades allvarligt under kriget i Donbass.

## Bildgalleri

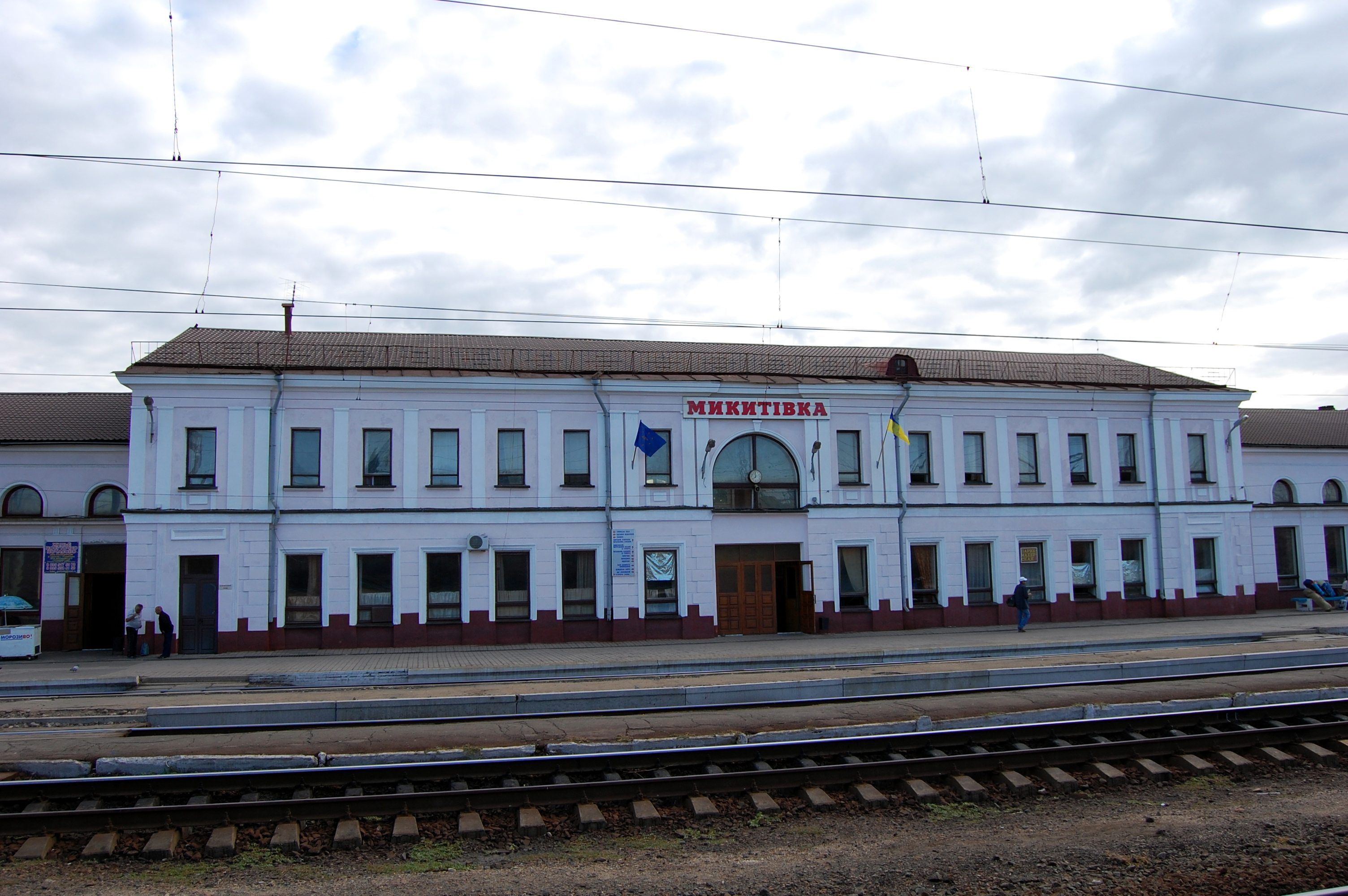
Mykytivka station, en järnvägsknut lite utanför centrum.
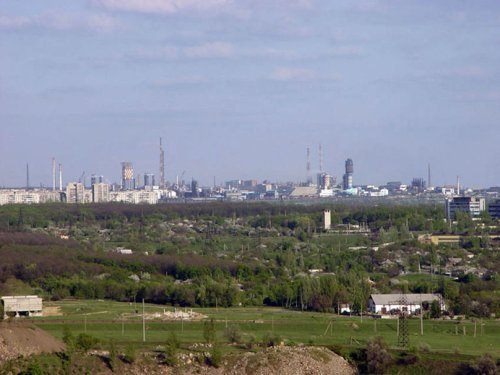
Gödselfabriken Stirol(en) som hade 4500 anställda.
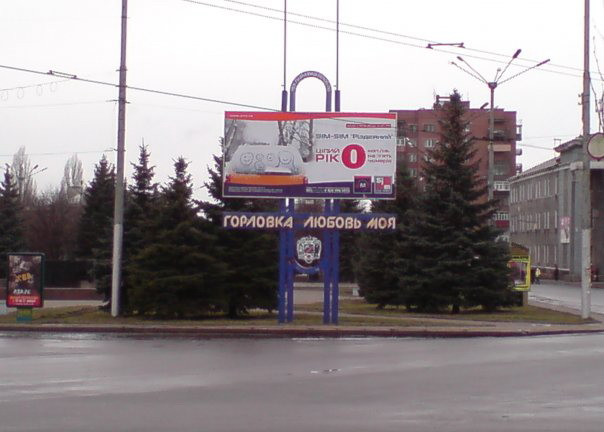
En ryskspråkig annonstavla.
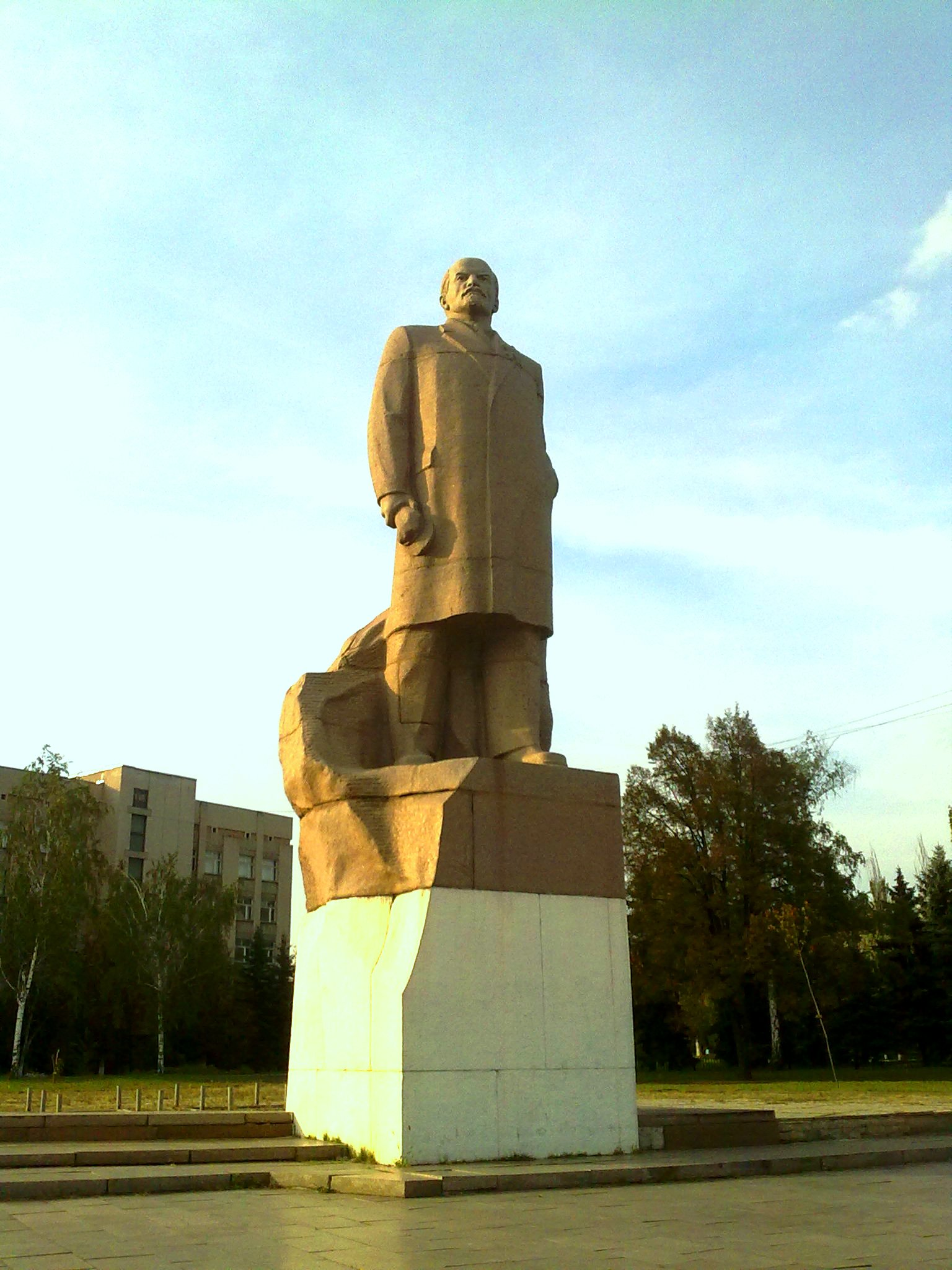
Leninmonumentet.